# Legiunea Romană (1941–1943)
Legiunea Romană, cunoscută și sub numele de Legiunea Vlahă (în greacă Ρωμαϊκή Λεγεώνα / Ρουμανική Λεγεώνα / Βλάχικη Λεγεώνα/ Λεγεώνα των Βλάχων), a fost o organizație aromână separatistă și de ocupație italiană. Aceasta a existat în zona separatistă și de ocupație din Macedonia de Vest, în Grecia, în timpul celui de-Al Doilea Război Mondial.
Organizația a fost înființată în iulie 1941 de Alcibiade Diamandi, cu sprijinul Diviziei Forlì a Armatei Italiei. Liderii săi militau pentru autonomia aromână și discutau despre posibilitatea creării Principatului Pindului ca protectorat al Italiei. După plecarea lui Diamandi în România în iunie 1942, conducerea organizației a fost preluată de asistentul său, Nicolae Matuși. În urma capitulării Italiei în septembrie 1943 și a intensificării activității ELAS în zonă, mișcarea s-a dezintegrat, iar Legiunea a fost desființată. O parte dintre susținătorii săi s-au predat, în timp ce alții s-au alăturat ELAS.

## Istorie
În 1917, în timpul Primului Război Mondial, Alcibiade Diamandi a proclamat întemeierea Principatului Pindului în prezența profesorilor români și a soldaților italieni. Cu toate acestea, declarația nu a avut consecințe, deoarece trupele italiene s-au retras în urma reacției puternice a guvernului grec. După război, Diamandi a fost judecat de un tribunal grec, dar a fost amnistiat în 1926. S-a întors în Grecia în 1930, dar a părăsit din nou țara în 1939. A revenit cu trupele italiene după înfrângerea armatei grecești în mai 1941. Diamandi s-a autoproclamat conducător și reprezentant al vlahilor din Balcanii de Jos. Cu sprijinul generalului de divizie Forli Junio Ruggiero, a înființat la Larisa organizația paramilitară numită Legiunea Romană. Organizația se baza pe teoria că vlahii Pindului erau descendenți ai soldaților Legiunii a V-a Macedonica. Scopul Legiunii era crearea unui stat autonom valah după victoria Axei. Legiunea a chemat populația să lupte de partea Italiei și Germaniei. Deși pretindea că are 200.000 de membri, în realitate, aripa armată a organizației nu a numărat niciodată mai mult de câteva sute, iar numărul total de membri nu a depășit 1.000. Legiunea a stabilit filiale în Larisa, Samarina (locul de naștere al lui Diamandi), Trikala, Elassona, Kalambaka, Farsala, Grevena, Mețovo, cu sprijinul unităților de ocupație italiene.
În mai 1941, Diamandi a călătorit la Ioannina, vizitând ulterior Samarina, Grevena, Larisa, Trikala, Elasona și alte sate cu populație vlahă. Primele acțiuni ale legionarilor, conduși de Vasilis Rapotikas din Gramošta, au implicat sprijinirea italienilor în colectarea armelor rămase în posesia populației după înfrângerea armatei grecești.
În septembrie, Diamandi l-a vizitat pe prim-ministrul colaboraționist, Georgios Tsolakoğlu, și i-a prezentat un memorandum datat din 25 septembrie. Memorandumul solicita drepturi pentru vlahi, inclusiv crearea de școli, ajutor financiar și numirea unor „nomarhi și demarchi” în Epir, Pind, Tesalia și Macedonia, unde existau așezări pur vlahe sau mixte vlah-grecești. Acești nomarhi și demarchi urmau să fie numiți în comun de guvernul grec și de Diamandi, „în calitatea sa de reprezentant al comunităților vlahe din Pind, Epir, Tesalia și Macedonia, cu aprobarea autorităților de ocupație germane pentru zona Salonicului și a italienilor pentru zona ocupată de Italia”. Cu sprijinul autorităților italiene, Legiunea a început înlocuirea primarilor, a înființat școli românești, a confiscat bunuri și proprietăți, a efectuat controale pentru a descoperi arme și a recrutat membri în mod forțat. Când Diamandi a părăsit brusc Grecia și a plecat în România în iunie 1942, conducerea Legiunii a fost preluată de Nicolae Matuși.
Acțiunile întreprinse de Diamandi și Legiunea au provocat o reacție din partea guvernului lui Tsolakoğlu, precum și a politicienilor locali. La data de 13 martie 1942, Tsolakoğlu a emis o circulară adresată nomarhilor, în care îi avertiza cu privire la „acțiunile sistematice de propagandă străină”, care „distribuie sume mari de bani”, „atrag oamenii cu mâncare” și „extorcă sătenii în prezența ofițerilor sau sergenților armatelor străine”. Tsolakoğlu i-a îndemnat pe oficiali și pe agențiile de aplicare a legii „să nu cedeze în fața acțiunilor nerușinate ale jefuitorilor și ale organelor de propagandă” și să protesteze în fața autorităților de ocupație. A trimis în regiune soldați vlahi, precum colonelul Apostolos Papageorgiou și căpitanul Theodoros Sarandis, pentru a contracara mișcarea separatistă.
Organizația Filiki Eteria, înființată de Evangelos Averov și Nikolaos Raptis în mai 1941, a acționat de asemenea împotriva Legiunii Romane. La data de 15 ianuarie 1942, aceasta a trimis un memoriu de protest generalului Ruggiero și a publicat în ziarele din Atena articole care condamnau acțiunile Legiunii. După o consultare cu Averov, locotenentul de jandarmerie H. Curtis a incendiat în Trikala un depozit italian de materiale destinat Legiunii. Ca urmare a acestor activități, Averov și alți asociați au fost arestați la 28 aprilie 1942, închiși și, ulterior, deportați într-un lagăr de concentrare din Italia.
Uniunea Organizației Naționale de Eliberare și Culturale a Grecilor Koutsovlasi, condusă de EAM și care editează ziarul „Koutsovlahos”, a acționat și împotriva Legiunii Romane. Acțiunile EAM, care au vizat membrii înarmați ai Legiunii, au intensificat și perturbat activitățile acesteia din 1942, mai ales după asasinarea lui Rapotica. Comandantul ELAS, Aris Veluhiotis, a trimis în Tesalia o unitate specială sub comanda lui Nakos Bellis, cu misiunea de a distruge Legiunea. În Kutsoufliani, o unitate ELAS condusă de Nikos Zaralis l-a ucis pe liderul local al Legiunii, Vazura, și a dezorganizat organizația din zonă. Unități de luptă ELAS au desfășurat acțiuni similare în multe alte locuri și, ca urmare a acestor acțiuni, Matuși și mulți alți legionari și-au încetat activitatea separatistă. Până la sfârșitul anului 1943, organizațiile Legiunii au rămas active doar în Larisa și Elasona.
După război, membrii Legiunii Romane care nu au reușit să fugă în România au fost judecați de Tribunalele Populare Speciale pentru Colaboratori, care au funcționat în perioada 1945-1949. Au fost acuzate 617 persoane de trădare, dintre care 152 au fost condamnate. 91 dintre acestea nu au primit nicio pedeapsă, deoarece fuseseră deja condamnați pentru alte infracțiuni. Urmărirea penală împotriva a 55 de persoane a fost încetată din cauza decesului lor (unii dintre ei fiind uciși de gardienii închisorii), iar 319 au fost declarați nevinovați.

## Conducătorii Legiunii Romane
- 1941–iulie 1942: Alcibiade Diamandi
- Iulie 1942-toamna 1942: Nicolae Matuși (negat de Matuși)